# Houlette (Charente)
Pour les articles homonymes, voir Houlette.
Houlette est une commune du Sud-Ouest de la France située dans le département de la Charente (région Nouvelle-Aquitaine).
Ses habitants sont les Houlettois et les Houlettoises.

## Géographie

### Localisation et accès
La commune d'Houlette est située dans l'ouest du département de la Charente, dans le Pays-bas et en limite de la Charente-Maritime. Le bourg est à 9 km au nord de Jarnac et 31 km à l'ouest d'Angoulême.
Houlette est aussi à 11 km au nord-est de Cognac et 12 km à l'ouest de Rouillac.
L'ancienne voie romaine de Saintes à Lyon traverse toute la commune, de l'ouest à l'est, couverte par la D 188 et la D 55. Cette dernière la relie à Sigogne au sud-est et à la D 736 entre Jarnac et Rouillac, et à l'ouest à Cognac par Sainte-Sévère et la D 24.

### Hameaux et lieux-dits
Le centre de population le plus important de la commune est le gros hameau du Cluzeau, situé à environ un kilomètre au sud du bourg.
Le hameau du Peyrat est situé près de l'ancienne voie romaine.

### Communes limitrophes
|               | Macqueville (Charente-Maritime, sur 50 m) |            |
| Sainte-Sévère | Houlette                                  | Courbillac |
| Réparsac      |                                           | Sigogne    |

### Géologie et relief
Comme toute cette partie de la rive droite de la Charente dans laquelle se situe le territoire communal, Houlette a des assises géologiques relevant du  Tithonien, anciennement nommé étage Portlandien, et présente des affleurements de marnes et d'argiles. La commune est presque entièrement située dans la vaste plaine du Pays bas, ancienne zone lagunaire du Purbeckien (fin du Jurassique, mordant sur le Crétacé inférieur, étage Berriasien), riche en gypse. Des alluvions datant du Quaternaire occupent la bordure sud de la commune,,.
Le point culminant de la commune est à une altitude de 41 m, situé sur la limite nord-est. Le point le plus bas est à 18 m, situé sur la limite occidentale le long du Thidet. Le bourg est à 31 m d'altitude.

### Hydrographie

#### Réseau hydrographique

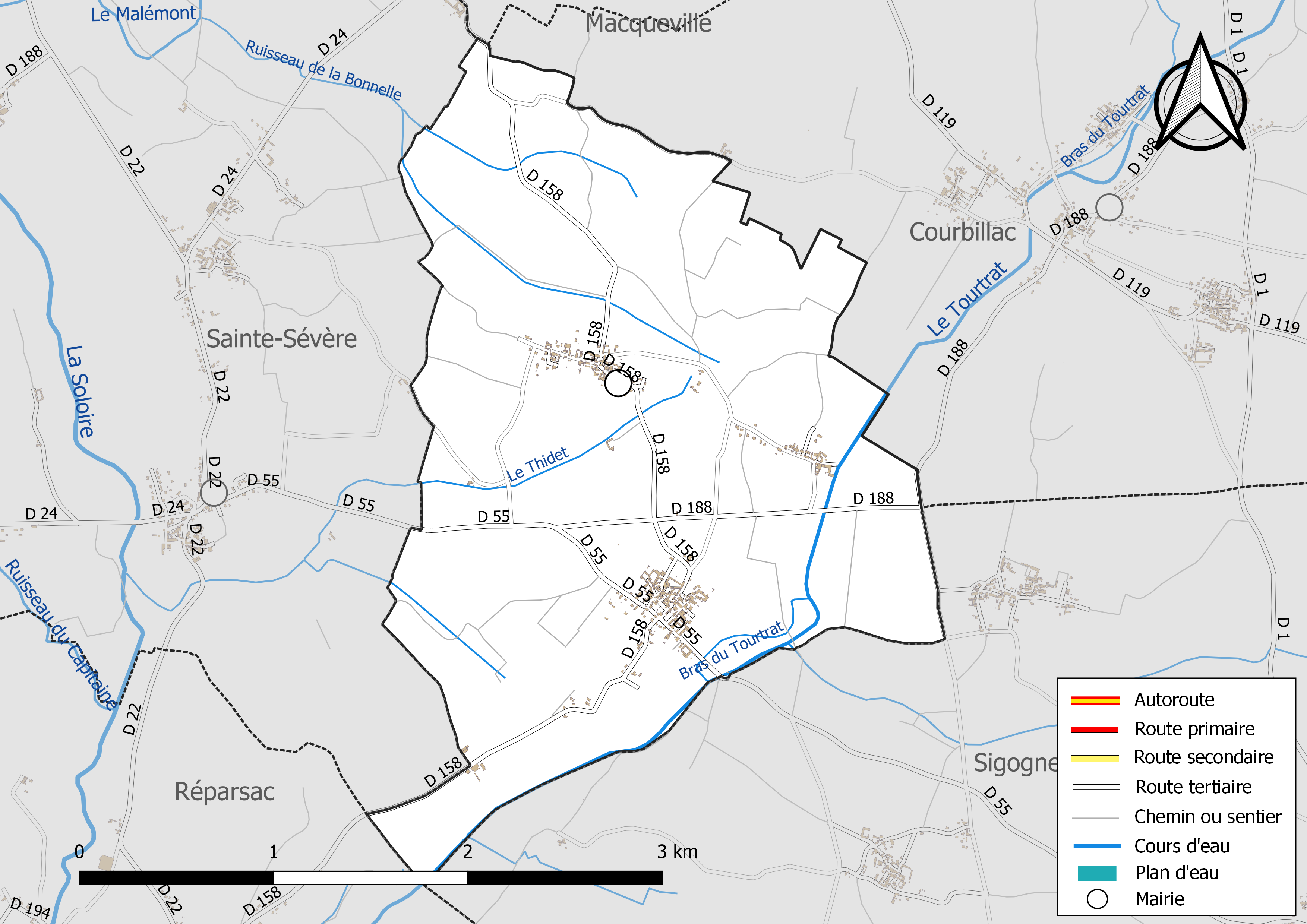
Réseaux hydrographique et routier de Houlette.

La commune est située dans le bassin versant de la Charente au sein  du Bassin Adour-Garonne. Elle est drainée par le Tourtrat, le Thidet, le ruisseau de la Bonnelle et par divers petits cours d'eau, qui constituent un réseau hydrographique de 10 km de longueur totale,.
Deux petits cours d'eau temporaires, le Tourtrat et le Thidet, arrosent la commune. Le Tourtrat, né près du bourg de Neuvicq, en Charente-Maritime, parcourt la partie orientale de la commune et sert ensuite de limite à cette commune, la séparant de la commune de Sigogne. Le Thidet prend sa source un peu au-dessus du bourg et va rejoindre la Soloire dans la commune voisine de Sainte-Sévère.
Le bourg d'Houlette est agréablement situé au-dessus de la source du Thidet.

#### Gestion des eaux
Le territoire communal est couvert par le schéma d'aménagement et de gestion des eaux (SAGE) « Charente ». Ce document de planification, dont le territoire correspond au bassin de la Charente, d'une superficie de 9 300 km2, a été approuvé le 19 novembre 2019. La structure porteuse de l'élaboration et de la mise en œuvre est l'établissement public territorial de bassin Charente. Il définit sur son territoire les objectifs généraux d’utilisation, de mise en valeur et de protection quantitative et qualitative des ressources en eau superficielle et souterraine, en respect des objectifs de qualité définis dans le troisième SDAGE  du Bassin Adour-Garonne qui couvre la période 2022-2027, approuvé le 10 mars 2022.

### Climat
Comme dans les trois quarts sud et ouest du département, le climat est océanique aquitain.

## Urbanisme

### Typologie
Au 1er janvier 2024, Houlette est catégorisée commune rurale à habitat dispersé, selon la nouvelle grille communale de densité à 7 niveaux définie par l'Insee en 2022.
Elle est située hors unité urbaine. Par ailleurs la commune fait partie de l'aire d'attraction de Cognac, dont elle est une commune de la couronne,. Cette aire, qui regroupe 44 communes, est catégorisée dans les aires de 50 000 à moins de 200 000 habitants,.

### Occupation des sols
L'occupation des sols de la commune, telle qu'elle ressort de la base de données européenne d’occupation biophysique des sols Corine Land Cover (CLC), est marquée par l'importance des territoires agricoles (100 % en 2018), une proportion identique à celle de 1990 (100 %). La répartition détaillée en 2018 est la suivante : 
zones agricoles hétérogènes (61,6 %), terres arables (21,5 %), cultures permanentes (17 %). L'évolution de l’occupation des sols de la commune et de ses infrastructures peut être observée sur les différentes représentations cartographiques du territoire : la carte de Cassini (XVIIIe siècle), la carte d'état-major (1820-1866) et les cartes ou photos aériennes de l'IGN pour la période actuelle (1950 à aujourd'hui).

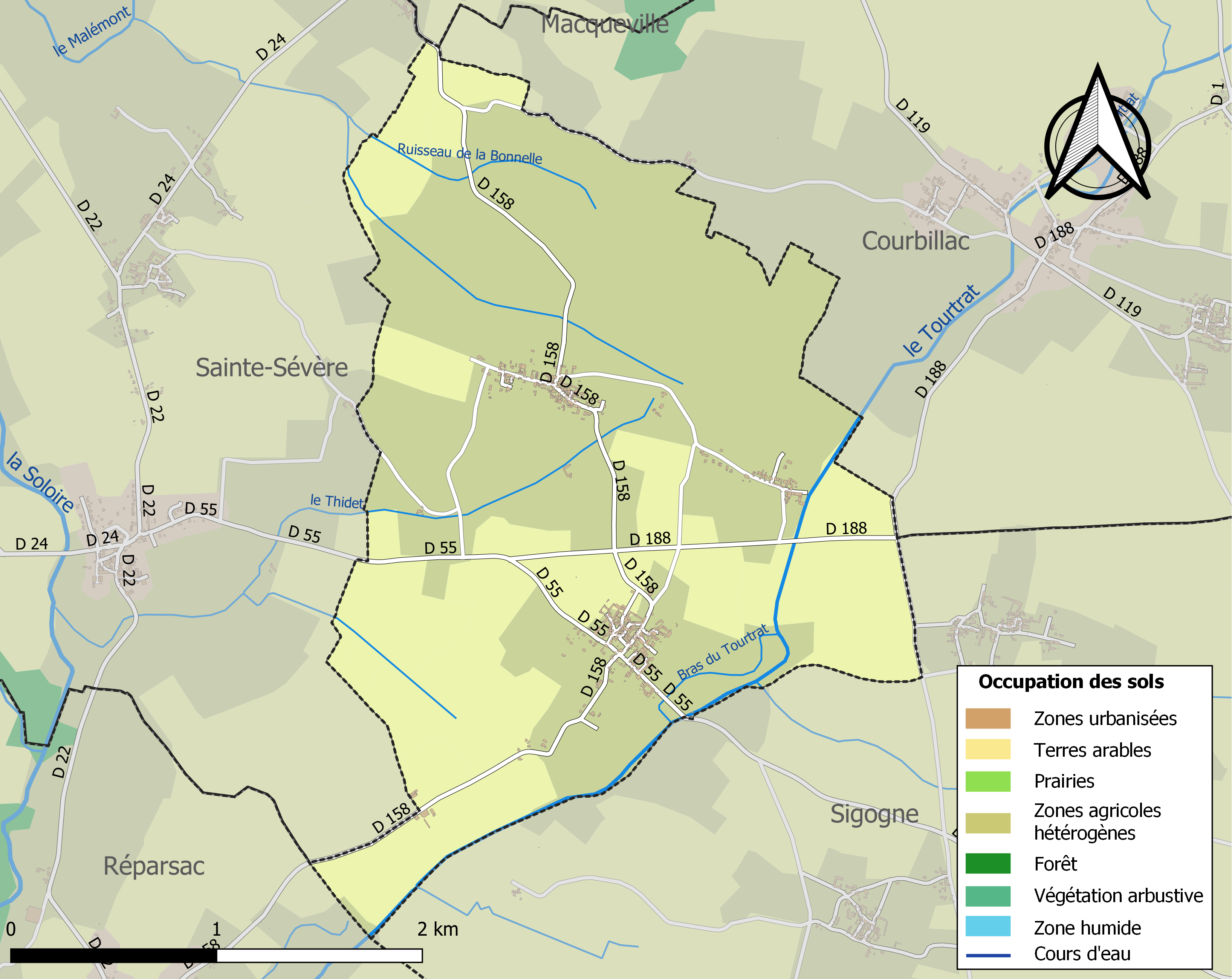
Carte des infrastructures et de l'occupation des sols de la commune en 2018 (CLC).

### Risques majeurs
Le territoire de la commune de Houlette est vulnérable à différents aléas naturels : météorologiques (tempête, orage, neige, grand froid, canicule ou sécheresse) et séisme (sismicité modérée). Un site publié par le BRGM permet d'évaluer simplement et rapidement les risques d'un bien localisé soit par son adresse soit par le numéro de sa parcelle.

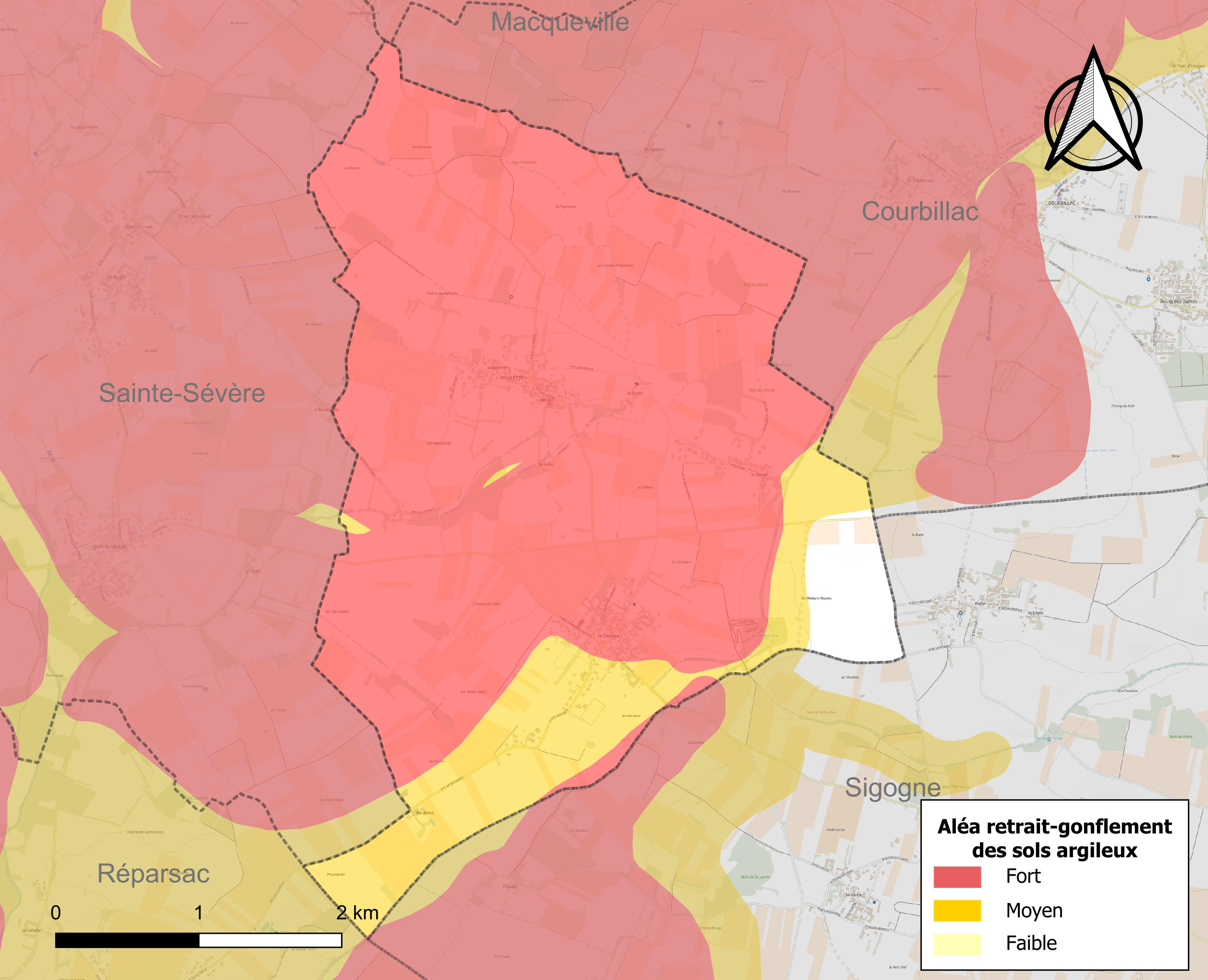
Carte des zones d'aléa retrait-gonflement des sols argileux de Houlette.

Le retrait-gonflement des sols argileux est susceptible d'engendrer des dommages importants aux bâtiments en cas d’alternance de périodes de sécheresse et de pluie. 96,1 % de la superficie communale est en aléa moyen ou fort (67,4 % au niveau départemental et 48,5 % au niveau national). Sur les 194 bâtiments dénombrés sur la commune en 2019, 194 sont en aléa moyen ou fort, soit 100 %, à comparer aux 81 % au niveau départemental et 54 % au niveau national. Une cartographie de l'exposition du territoire national au retrait gonflement des sols argileux est disponible sur le site du BRGM,.
Par ailleurs, afin de mieux appréhender le risque d’affaissement de terrain, l'inventaire national des cavités souterraines permet de localiser celles situées sur la commune.
La commune a été reconnue en état de catastrophe naturelle au titre des dommages causés par les inondations et coulées de boue survenues en 1982 et 1999. Concernant les mouvements de terrains, la commune a été reconnue en état de catastrophe naturelle au titre des dommages causés par des mouvements de terrain en 1999.

## Toponymie
Les formes anciennes sont Oletta, Oullete en 1481-1482.
Selon Jean Talbert, le nom de Houlette viendrait de lauretum et signifierait « lieu planté de lauriers ». L'ajout du H- est dû à l'attraction paronymique.
Selon Albert Dauzat, l'hypothèse de Talbert est insoutenable, et il considère a priori l'étymologie de ce toponyme comme obscure et suggère sans grande conviction le sens de « creux » à partir du sens métaphorique du mot occitan ola, diminutif oleta et signifiant « petite marmite », fréquent dans le Sud de la France,.
Remarque : l'homographie avec les microtoponymes (la) Houlette / (les) Houlettes de Normandie, voire du Nord, est fortuite. Il s'agit d'une formation toponymique régionale, diminutif de houle « trou », au sens de « terrier, entrée d'un terrier », terme issu du vieux norrois hola « trou dans la terre ».

## Histoire
Un fossé circulaire protohistorique repéré au lieu-dit les Érables signe l'ancienneté de l'occupation.
La voie romaine Saintes-Limoges passe au Peyrat et de très nombreux signes d'une occupation au Haut-Empire ont été retrouvés, ainsi qu'une nécropole du IVe siècle ou du début du Ve siècle.
Un site est aussi au Cluzeau (peut-être les vestiges d'une villa).
Dans le premier quart du XIXe siècle, un des principaux propriétaires du Cluzeau était Jean-Pierre Briand, issu d'une vieille famille angoumoisine qui avait fourni à la France quelques hommes remarquables, notamment au XVIIe siècle. Originaire de Marcillac-Lanville, cette famille donna à cette principauté de nombreux juges et procureurs. Un de ses membres, Pierre Briand, écuyer, seigneur de la Chaussée, fut maire d'Angoulême en 1652.
Les registres de l'état civil remontent à 1669.
L'église dépend d'abord de l'abbaye Saint-Cybard d'Angoulême. Elle est donnée à l'abbaye de Bourgueil, puis en 1589 au prieuré Notre-Dame-de-Beaulieu d'Angoulême et enfin, en 1680, à l'abbaye Saint-Ausone d'Angoulême.
Le comte de Jarnac était le seigneur haut-justicier et la dîme était en totalité perçue par le curé d'Houlette.

## Administration
| Période                                  | Période  | Identité              | Étiquette | Qualité                       |
| ---------------------------------------- | -------- | --------------------- | --------- | ----------------------------- |
| Les données manquantes sont à compléter. |          |                       |           |                               |
| ?                                        | ?        | Félix Lasserre        | ?         | Joueur de rugby               |
| depuis 1983                              | En cours | Annick-Franck Martaud | SE        | Président de la CdC de Jarnac |

En 2007 les impôts locaux sont au taux de 10,77 % pour la taxe d'habitation, 20,90 % pour la taxe foncière sur les propriétés bâties et 56,60 % pour la taxe foncière sur les propriétés bâties. La taxe professionnelle unifiée (TPU), au taux de 10,26 %, est perçue, comme sur toutes les autres communes, par la Communauté de communes de Jarnac. La communauté de communes de Jarnac reverse à chaque commune l'équivalent de la TPU qu'elle percevait lors de la création de la communauté moins les transferts de charges issus de la prise de compétences.

## Démographie

### Évolution démographique
L'évolution du nombre d'habitants est connue à travers les recensements de la population effectués dans la commune depuis 1793. Pour les communes de moins de 10 000 habitants, une enquête de recensement portant sur toute la population est réalisée tous les cinq ans, les populations de référence des années intermédiaires étant quant à elles estimées par interpolation ou extrapolation. Pour la commune, le premier recensement exhaustif entrant dans le cadre du nouveau dispositif a été réalisé en 2006.

En 2022, la commune comptait 395 habitants, en évolution de +7,63 % par rapport à 2016 (Charente : −0,48 %, France hors Mayotte : +2,11 %).
| 1793 | 1800 | 1806 | 1821 | 1831 | 1841 | 1846 | 1851 | 1856 |
| ---- | ---- | ---- | ---- | ---- | ---- | ---- | ---- | ---- |
| 334  | 324  | 343  | 391  | 397  | 411  | 470  | 508  | 501  |

| 1861 | 1866 | 1872 | 1876 | 1881 | 1886 | 1891 | 1896 | 1901 |
| ---- | ---- | ---- | ---- | ---- | ---- | ---- | ---- | ---- |
| 546  | 528  | 506  | 450  | 418  | 457  | 446  | 461  | 423  |

| 1906 | 1911 | 1921 | 1926 | 1931 | 1936 | 1946 | 1954 | 1962 |
| ---- | ---- | ---- | ---- | ---- | ---- | ---- | ---- | ---- |
| 434  | 392  | 350  | 310  | 329  | 308  | 283  | 304  | 303  |

| 1968 | 1975 | 1982 | 1990 | 1999 | 2006 | 2011 | 2016 | 2021 |
| ---- | ---- | ---- | ---- | ---- | ---- | ---- | ---- | ---- |
| 302  | 338  | 320  | 373  | 388  | 389  | 391  | 367  | 386  |

| 2022 | - | - | - | - | - | - | - | - |
| ---- | - | - | - | - | - | - | - | - |
| 395  | - | - | - | - | - | - | - | - |

### Pyramide des âges
La population de la commune est relativement jeune.
En 2018, le taux de personnes d'un âge inférieur à 30 ans s'élève à 31,5 %, soit au-dessus de la moyenne départementale (30,2 %). À l'inverse, le taux de personnes d'âge supérieur à 60 ans est de 25,7 % la même année, alors qu'il est de 32,3 % au niveau départemental.
En 2018, la commune comptait 186 hommes pour 182 femmes, soit un taux de 50,54 % d'hommes, largement supérieur au taux départemental (48,41 %).
Les pyramides des âges de la commune et du département s'établissent comme suit.
| Hommes | Classe d’âge | Femmes |
| ------ | ------------ | ------ |
| 0,0    | 90 ou +      | 1,6    |
| 6,6    | 75-89 ans    | 9,2    |
| 15,4   | 60-74 ans    | 18,7   |
| 22,3   | 45-59 ans    | 24,9   |
| 20,4   | 30-44 ans    | 17,9   |
| 19,1   | 15-29 ans    | 15,9   |
| 16,2   | 0-14 ans     | 11,8   |

| Hommes | Classe d’âge | Femmes |
| ------ | ------------ | ------ |
| 1      | 90 ou +      | 2,7    |
| 9,2    | 75-89 ans    | 12     |
| 20,6   | 60-74 ans    | 21,3   |
| 20,7   | 45-59 ans    | 20,3   |
| 16,8   | 30-44 ans    | 16     |
| 15,6   | 15-29 ans    | 13,4   |
| 16,1   | 0-14 ans     | 14,3   |

### Remarques
En 2006, Houlette compte 152 ménages, en moyenne de 2,6 personnes avec 22,4 % des ménages constitués d'une personne seule. Entre 1999 et 2006 le nombre de ménages a augmenté de 7,8 % avec 11 nouveaux ménages.
En 2006, les 169 logements sont presque exclusivement des maisons (1,3 % d'appartements) dont 152 sont des résidences principales, 11 des résidences secondaires ou occasionnelles, et 6 sont vacants.

## Économie

### Agriculture
La viticulture occupe une partie de l'activité agricole. La commune est classée dans les Fins Bois, dans la zone d'appellation d'origine contrôlée du cognac.

## Équipements, services et vie locale

### Enseignement
L'école est un RPI entre Houlette et Réparsac. Réparsac accueille l'école élémentaire et Houlette l'école primaire. L'école de Réparsac comporte deux classes. Le secteur du collège est Cognac (collège Félix-Gaillard).

## Culture locale et patrimoine

### Lieux et monuments
L'église paroissiale Saint-Martin date du XIIe siècle. C'était une vicairie perpétuelle du diocèse de Saintes qui dépendait de l'abbaye de Saint-Cybard; elle passe ensuite à l'abbaye de Bourgueil, puis, en 1589, au prieuré Notre-Dame-de-Beaulieu d'Angoulême. L'église, de forme simple, a eu beaucoup à souffrir des protestants. Remaniée vers 1728, en 1867 sa nef est réduite de longueur et le portail remonté. En 1881, elle est l'objet de nouvelles réparations. Son toit à longs pans est couvert de tuiles. Il existe un escalier en équerre,.
Il reste encore trois moulins : le moulin de l'Étang, le moulin de la Fosse et le moulin de la Grille sur des affluents de la Soloire.
La plupart des fermes sont des XVIIIe et XIXe siècles.
Le lavoir a été restauré et un espace aire de jeux et de pique-nique a été aménagé à côté.

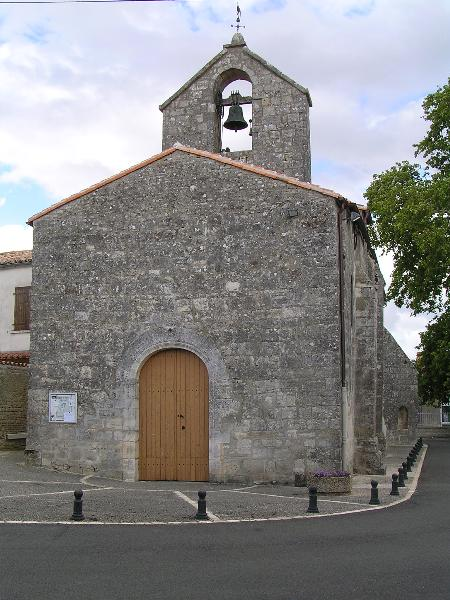
L'église.
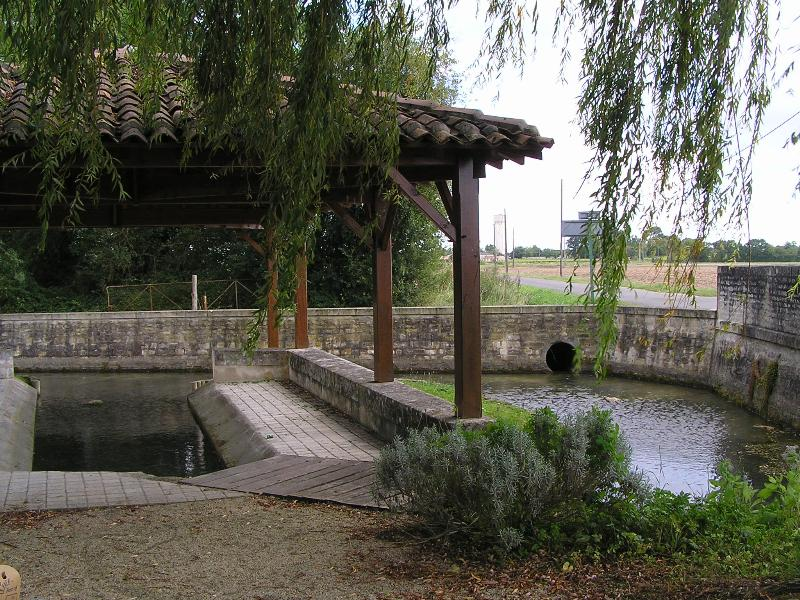
Le lavoir.
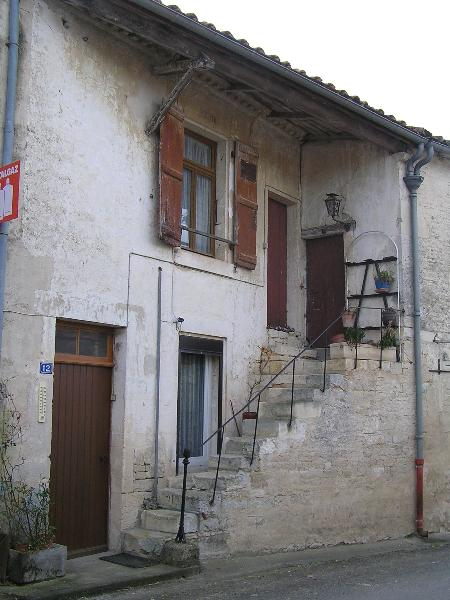
Maison ancienne dite "à balais".

### Héraldique
| Blason de Houlette | Blason  | De sinople à la houlette au naturel posée en bande, accompagnée en chef d'un berger aussi au naturel tenant dans sa main dextre une houlette du même et dans sa main senestre un agneau d'argent, et en pointe d'un mouton du même, à la filière d'or, le tout enfermé dans une bordure de gueules chargée en chef de l’inscription « HOULETTE » en lettres capitales de sable. |
| Blason de Houlette | Détails | Armes parlantes (houlette). Sur site de la commune. |